# ماركوس ريفرز
ماركوس ريفرز (بالإنجليزية: Marcus Rivers)‏ هو لاعب كرة قدم أمريكية أمريكي، ولد في 2 أغسطس 1989 في لاكاوانا في الولايات المتحدة.